# Josef Zentner
Josef Zentner (* 5. Januar 1952 in Uttenweiler, Kreis Biberach) ist ein deutscher Neurochirurg mit besonderer Expertise in der chirurgischen Epilepsie-Behandlung.

## Leben
Zentner studierte bis 1978 in Tübingen Medizin, die Promotion erfolgte 1979. Seine Facharztweiterbildung begann er 1978–1979 am Institut für Hirnforschung der Universität Tübingen und 1979–80 an der Neurologischen Universitätsklinik Frankfurt. Danach war er von 1981 bis 1986, mit einer Unterbrechung 1982–1983 durch Wehrdienst und Tätigkeit in der Neurochirurgie des Bundeswehrkrankenhauses Ulm, an der Neurochirurgischen Universitätsklinik in Freiburg. Nach der Facharztanerkennung war Zentner von 1987 bis 1990 zunächst Assistenz- und dann Oberarzt an der Neurochirurgischen Universitätsklinik Tübingen, wo er sich 1989 habilitierte. 1990 folgte ein Studienaufenthalt in den USA und Kanada.
Von 1991 bis 1997 war er Leitender Oberarzt und Vertreter des Ärztlichen Direktors an der Neurochirurgischen Universitätsklinik Bonn (Johannes Schramm). 1994 erfolgte seine Ernennung zum Universitätsprofessor C3, 1997 lehnte er einen Ruf auf eine C4-Professur in Marburg ab. 
Seit 1997 ist er Ordinarius für Neurochirurgie und Direktor der Klinik für Neurochirurgie des Universitätsklinikums Freiburg. 
Zentner ist verheiratet, wesentliche Hobbys sind Musik und Philosophie.
Er war u. a. von 2003 bis 2005 Vorsitzender der Deutschen Sektion der ILAE (seit 2004: Deutsche Gesellschaft für Epileptologie).
2023 wurde Zentner die Otfrid-Foerster-Medaille zugesprochen.

## Werk
Neben der Epilepsiechirurgie sind die Schädelbasischirurgie, neurophysiologisches intraoperatives Monitoring und die Entwicklung computergestützter Operationstechniken weitere Schwerpunkte der klinischen und wissenschaftlichen Tätigkeit von Zentner. Er ist (Ko-)Autor von fast 250 Originalarbeiten in Fachzeitschriften und etwa 125 Beiträgen in Lehrbüchern und Kongressbänden. Daneben hat er mit Wolfgang Seeger 2 Monographien zur Neuroanatomie verfasst.